# Periostraco

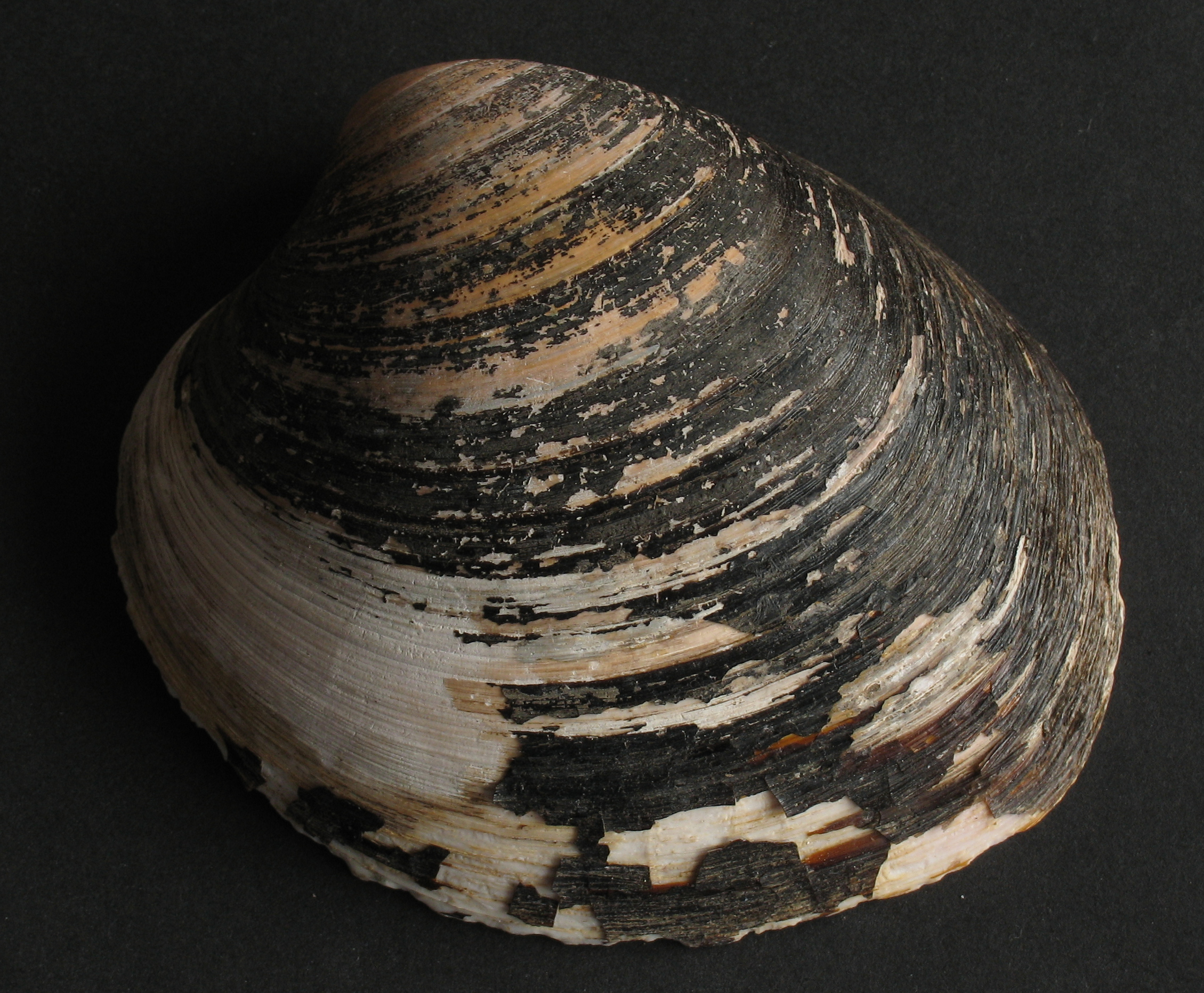
Periostraco nero di una Arctica islandica che si sta scagliando via.

Il periostraco è un sottile rivestimento organico o "pelle" che costituisce lo strato più esterno della conchiglia di molti animali a guscio, compresi molluschi e brachiopodi.  Il periostraco è parte integrante della conchiglia, e si forma assieme agli altri strati in modo regolare e continuo. Di fatto, entra nella composizione delle conchiglie, formandone l'epidermide che le ricopre colorandole. Esso ha ricevuto varie denominazioni a seconda dell'ipotesi sostenuta sulla formazione delle conchiglie, cioè di "epidermide", di "epiflosi", di "drappo marino" e di "periostio".  Questa copertura è formata da una materia mucosa e da cui partono talvolta produzioni piliformi.
Il periostraco è presente come strato esterno della conchiglia di molte specie di molluschi provenienti da habitat terrestri, d'acqua dolce e marini, e può essere riscontrato in lumache di terra, cozze di fiume e altri tipi di molluschi bivalvi d'acqua dolce, così come in molti tipi di molluschi marini dotati di guscio. Tra i molluschi è presente soprattutto nelle lumache e nelle vongole, cioè nei gasteropodi e nei bivalvi, ma anche nei cefalopodi come l'Allonautilus scrobiculatus.
La parola periostracum, da cui periostraco deriva, significa "intorno alla conchiglia", il che significa che il periostraco è avvolto intorno a quella che di solito è la parte più calcarea della conchiglia. Tecnicamente la parte calcarea della conchiglia può (almeno in teoria) essere chiamata ostracum, ma questo termine è usato solo molto raramente. 